# Transamérica Light
Transamérica Light foi uma rede de rádios brasileira com sede no município de São Paulo, capital do estado homônimo. Lançada em 1999, foi uma das vertentes da Rede Transamérica ao lado da Transamérica Pop e Transamérica Hits. Leva ao ar uma seleção de músicas principalmente internacionais românticas, além de jornalismo e coberturas esportivas. Seu público é abrangente, com predominância nas classes A e B.

## História
A Transamérica Light foi o primeiro investimento em vertentes da Rede Transamérica, ainda em 1999, sendo esta baseada no formato adulto-contemporâneo. A primeira emissora foi inaugurada em 29 de março de 1999 na cidade de Curitiba, substituindo a Exclusiva FM. Em 2000, já contava com mais duas emissoras instaladas em Guarapuava e Varginha. Em julho do mesmo ano, o Conglomerado Alfa adquire a Exclusiva FM de Curitiba, transformando a afiliada da rede em filial.
Apesar dos esforços, a rede não conseguiu uma grande expansão tal para qual as portadoras irmãs e se restringiu a municípios da região Sudeste do país. Em vários momentos, a filial de Curitiba era a única repetidora da rede. Entre 2016 e 2017, a Transamérica Light contou com sua última afiliada na cidade de Feira de Santana, uma emissora controlada pelo Grupo Lomes de Radiodifusão (também parceiro da Transamérica com a portadora Hits). A emissora foi substituída na época pela Rádio Globo.
Em 2018, a rede teve sua atuação encerrada após gradual reformulação da programação da filial em Curitiba, que passou a adotar caráter cada vez local. Até que em 2021, a Light FM, emissora que substitui a Transamérica Light em Curitiba, foi extinta dando lugar á CBN Curitiba.